# Elf (Duitse band)
Elf was een Duitse punkband uit Hamburg, geformeerd in 1996 en ontbonden in 2000.

## Bezetting
Laatste bezetting
- Michael 'Elf' Mayer[2] (zang, gitaar)
- Ma-Teng[3] (gitaar)
- Ruben[4] (basgitaar)
- Andreas 'Andi' Hüging[5] (drums)

## Geschiedenis
Michael Mayer deed na de ontbinding van de punkband Slime in 1994 eerst totaal niets en leefde van het succes van het laatste album Schweineherbst. In 1996 formeerde hij dan Elf met Ma-Teng, Ruben en Andreas 'Andi' Hüging. De band debuteerde in 1997 bij Noise Records met het album German Angst. Het bevat een coverversie van de klassieker Alles Lüge van Rio Reiser, die ook als single verscheen. In 1998 volgden twee bijdragen voor de compilatie Der FC St. Pauli ist schuld daß ich so bin, waarvan een met de punkband Phantastix.
In 1999 verscheen het laatste album Alkohol & alte Scheine, dat werd gemasterd door ex-Slime-lid Christian Mevs in de Soundgarden Studio in Hamburg. Andreas Hüging schreef later de enige song op het Slime-album Sich fügen heißt lügen, dat niet afkomstig was van Erich Mühsam.

## Discografie

### Singles
- 1997: Alles Lüge (Noise International)

### Albums
- 1997: German Angst (Noise Records)
- 1999: Alkohol & alte Scheine (Noise Records)

### Samplers
- 1998: Das Herz von St. Pauli (feat. Phantastix) en St. Pauli leuchtet nur hier op Der FC St. Pauli ist schuld daß ich so bin